# X X X
X X X è un brano musicale del gruppo musicale giapponese de L'Arc~en~Ciel, pubblicato come quinto singolo estratto dall'album Butterfly il 12 ottobre 2011. Il singolo ha raggiunto la prima posizione della classifica Oricon dei singoli più venduti in Giappone, vendendo 108 099 copie.

## Tracce
CD Singolo KSCL-1872
1. X X X
2. I'm so happy -L'Acoustic version-
3. X X X (hydeless version)
4. I'm so happy -L'Acoustic version- (hydeless version)

Durata totale: 17:34

## Classifiche
| Classifica (2011) | Posizione più alta |
| ----------------- | ------------------ |
| Giappone (Oricon) | 1                  |